# سیارک ۱۳۹۰۶
سیارک ۱۳۹۰۶ (به انگلیسی: 13906 Shunda، نامگذاری:1977QD2) سیزده هزار و نهصد و ششمین سیارک کشف شده‌است که در ۲۰ اوت ۱۹۷۷ کشف شد.
قدر مطلق سیارک برابر ۱۹.۵ است.